# Президентские выборы в Кабо-Верде (2016)
Президентские выборы в Кабо-Верде проходили 2 октября 2016 года. Президент Жорже Карлуш Фонсека из партии Движение за демократию был переизбран на пост президента Республики, получив 74,08 % голосов.

## Избирательная система
Президент Кабо-Верде избирается по системе абсолютного большинства в два тура.

## Кандидаты
Президент Жорже Карлуш Фонсека баллотировался на второй срок и был фаворитом президентской гонки, так как оппозиционная Африканская партия независимости Кабо-Верде (ПАИКВ) не смогла выдвинуть кандидата после поражения на парламентских выборах 20 марта 2016 года и последующих муниципальных выборах в сентябре. В результате Фонсеку на выборах противостояли только два беспартийных кандидата Жоаким Монтейру и Альбертину Граса.

## Кампания
Предвыборная кампания была прекращена 22 сентября после смерти бывшего президента Антониу Машкареньяша Монтейру. Монтейру был первым демократически избранным президентом страны и членом Движения за демократию. Все публичные мероприятия были отменены на 4 дня до 26 сентября.

## Результаты
| Кандидат                                                             | Партия                             | Голосов | %     |
| -------------------------------------------------------------------- | ---------------------------------- | ------- | ----- |
| Жорже Карлуш Фонсека                                                 | Движение за демократию             | 93 010  | 74,08 |
| Альбертину Граса                                                     | Независимый                        | 28 256  | 22,51 |
| Жоаким Монтейру                                                      | Независимый                        | 4278    | 3,41  |
| Недействительных/пустых бюллетеней                                   | Недействительных/пустых бюллетеней | 2573    | -     |
| Всего                                                                | Всего                              | 128 117 | 100   |
| Проголосовавших избирателей/Явка                                     | Проголосовавших избирателей/Явка   | 361 221 | 35,47 |
| Источник: DGAPE Архивная копия от 20 декабря 2016 на Wayback Machine |                                    |         |       |